# O Menino Triste

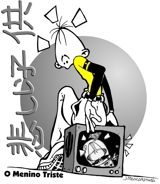
O Menino Triste. Personagem criada por J. Mascarenhas em 2001.

O Menino Triste é uma personagem de banda desenhada criada por J. Mascarenhas em 2001.
O personagem é nascido em 1960, sob do signo de caranguejo, mas pensa que é um verdadeiro disparate as pessoas acharem que isso possa influenciar de algum modo as suas personalidades e vida. Ama a arte, desenhando desde miúdo e tendo particular paixão pela banda desenhada, pintura, cinema e livros. A beleza feminina é uma das suas maiores musas inspiradoras, juntamente com a própria vida. Quando criança não se queria tornar adulto, tentando a todo o custo perpetuar a sua infância, o que de certa forma conseguiu através da sua personalidade imaginativa e ingénua. A entrada na idade adulta foi algo que o marcou violentamente. Mantém certas crenças de criança, continuando a acreditar em fadas. Estudou engenharia na Universidade de Coimbra, tendo-se formado nos anos 1980. Adora a amizade e a sinceridade, detestando por outro lado a estupidez humana. Os seus gostos musicais passam pela música erudita, rock and roll, new wave, jazz, reggae e a chamada música independente. Gosta de intrumentos de cordas, particularmente de violinos e violoncelos. É pai de um rapaz. O legado humano que a sua geração lhe irá deixar é algo que o preocupa imensamente.
Estão publicados os livros “ O Menino Triste” (2001) e “Os Livros” (2005), tendo recebido este o Prémio Nacional de Banda Desenhada (Fanzine) atribuído em 2006 pelo Festival Internacional de Banda Desenhada da Amadora/Centro Nacional de Banda Desenhada e Imagem Impressa. Foi publicado em 2008, pela Editora Qual Albatroz, o livro “A Essência” que aborda as questões da inspiração artística, ou a falta delas. Este livro foi nomeado para vários prémios de Banda Desenhada. Em 2011 é editado o livro "PUNK REDUX", que transmite as experiências do autor com o movimento punk, através do seu alter ego que é O Menino Triste, durante o final de 1976 em Londres. Neste livro, e em estilo de paródia, O Menino Triste é influente em vários rumos que o movimento Punk tomou, quer em termos estéticos quer musicais. Está de igual modo publicado em vários fanzines em Portugal e na Polónia, e em páginas web.
Trabalhos gráficos com O Menino Triste, têm estado patentes em exposições nacionais e internacionais, como foi o caso das Exposições de Homenagem a João Abel Manta, realizadas em Portugal e Espanha (Galiza) em 2008, e em vários Festivais de Banda Desenhada em Portugal e no estrangeiro.
O autor, J. Mascarenhas, está referenciado no Dicionário dos Autores de Banda Desenhada e Cartoon em Portugal (1999), da autoria de Leonardo De Sá.
Livros:
- O Menino Triste, Extractus, 2001
- Os Livros, Extractus, 2005
- A Essência, Qual Albatroz, 2008
- Punk Redux, Qual Albatroz, 2011
Outras Histórias:
- Micro... Macro, FunZip, Entropia, 2004
- O Sorriso, Tertúlia BDzine, 2006
- 7h00, 24H VOLTA A PORTUGAL EM BANDA DESENHADA, Dr. Makete, 2006
- Smutny Chłopiec, Ziniol #4, Varsóvia, 2009
- Smutny Chłopiec, Ziniol #5, Varsóvia, 2009